# Hartogiopsis trilobocarpa
Hartogiopsis trilobocarpa är en benvedsväxtart som först beskrevs av Bak., och fick sitt nu gällande namn av Henri Perrier de la Bâthie. Hartogiopsis trilobocarpa ingår i släktet Hartogiopsis och familjen Celastraceae. Inga underarter finns listade.